# Parigi-Roubaix 1913
La Parigi-Roubaix 1913, diciottesima edizione della corsa, fu disputata il 23 marzo 1913 su un percorso di 265 km. Fu vinta dal lussemburghese François Faber, giunto al traguardo con il tempo di 7h30'00", alla media di 35,333 km/h, davanti ai francesi Charles Deruyter e Charles Crupelandt.
I ciclisti che tagliarono il traguardo di Roubaix, su 159 partenti, furono 84.

## Ordine d'arrivo (Top 10)
| Pos. | Corridore          | Squadra        | Tempo    |
| ---- | ------------------ | -------------- | -------- |
| 1    | François Faber     | Peugeot-Wolber | 7h30'00" |
| 2    | Charles Deruyter   | Peugeot-Wolber | s.t.     |
| 3    | Charles Crupelandt | La Française   | s.t.     |
| 4    | Louis Mottiat      | Alcyon-Dunlop  | s.t.     |
| 5    | Louis Luguet       | Automoto       | s.t.     |
| 6    | Joseph Van Daele   | JB Louvet      | s.t.     |
| 7    | Jules Masselis     | Alcyon-Dunlop  | s.t.     |
| 8    | Georges Passerieu  | Automoto       | a 1'30"  |
| 9    | Auguste Benoît     | La Française   | a 3'30"  |
| 10   | André Blaise       | Alcyon-Dunlop  | a 7'00"  |